# オーギュスト・ポワントラン
オーギュスト・ポワントラン（Auguste Emmanuel Pointelin、1839年6月23日 - 1933年4月9日）はフランスの画家である。

## 略歴
ジュラ県のアルボワで飲料品製造会社の家に生まれた。10代で画家を目指した。アルボワの学校で学び、教師の勧めで教師のコースを選び、1891年からドゥエーの高校の数学の講師になり、アヴェーヌ＝シュル＝エルプの学校の数学の教授になった。
1865年にパリを訪れ、フランス芸術家協会の展覧会を観覧した。この展覧会にはクロード・モネ、エドム・フランソワ・ドービニー、カミーユ・ピサロ、オーギュスト・ルノワール、アンリ・ファンタン＝ラトゥール、ギュスターヴ・クールベらが出展し、エドゥアール・マネの『オランピア』など3,000点以上の作品が出展されていた。ジャン＝バティスト・カミーユ・コローやバルビゾン派の風景画も多く出展されていた。この展覧会から刺激を受けて、翌年2点の作品をフランス芸術家協会展に出展した。1869年にも作品を出展した。
1874年から約20年間にわたって、数学の教授とジュラ県などの風景を描く画家の生活を両立させ、毎年展覧会に出展するようになった。独自のスタイルの風景画が評価されるようになり、学者として尊敬されるようになっていたルイ・パスツールの推薦で、作品は政府に買い上げれれ、1876年にはパリの名門校、リセ・ルイ＝ル＝グランの教授に任命され、美術活動がしやすいパリで暮らすことができるようになった。1897年にジュラ県のモン＝ス＝ヴォドレに帰郷するが、パリのスタジオと自宅は残し、パリでの美術家生活は1933年まで続けた。60歳になった1899年に回顧展がパリの画廊で開かれた。
油絵だけでなくパステル画や木炭画も描いた。
1924年にレジオンドヌール勲章（コマンドゥール）を受勲した。

## 作品

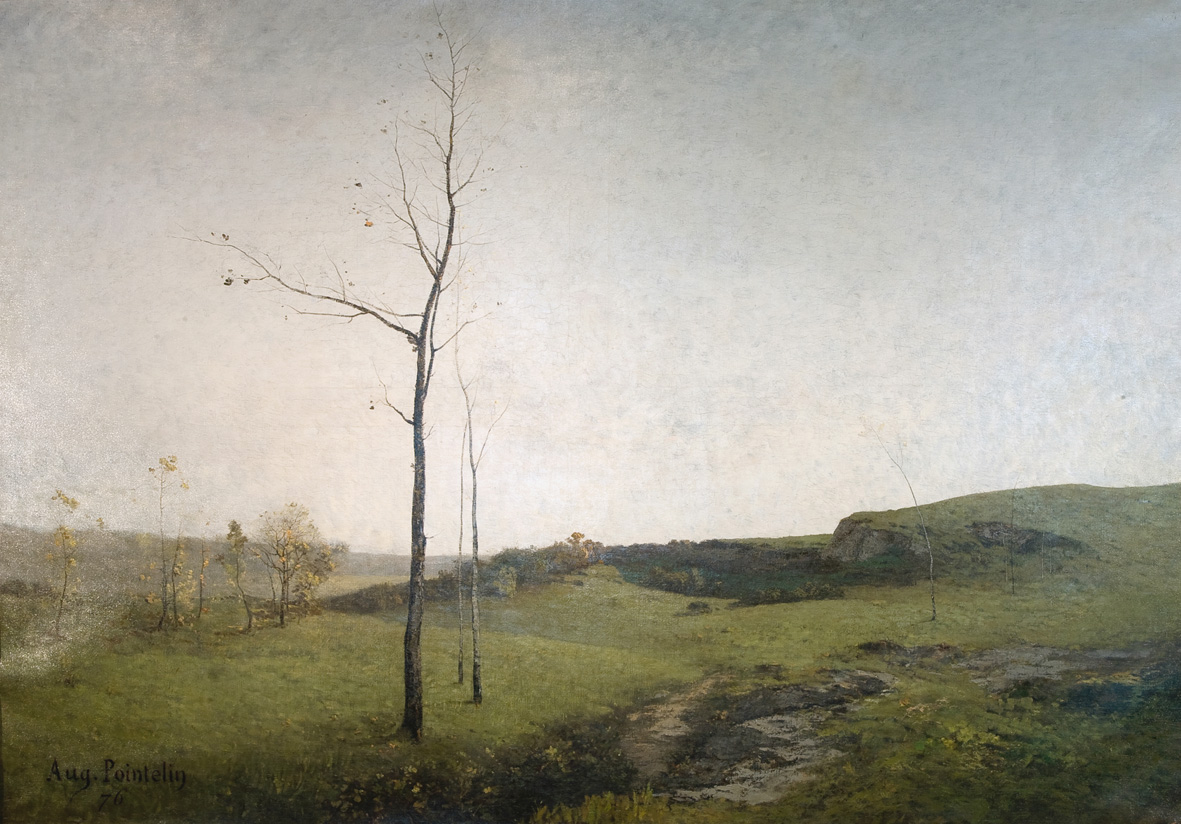
ジュラ高原の秋 (1876)
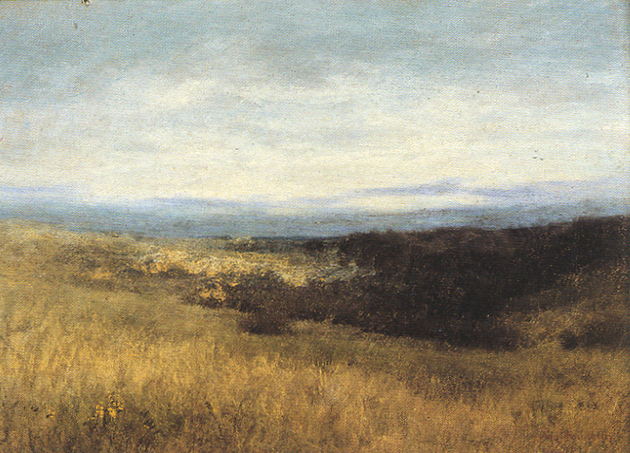
La combe aux vipères
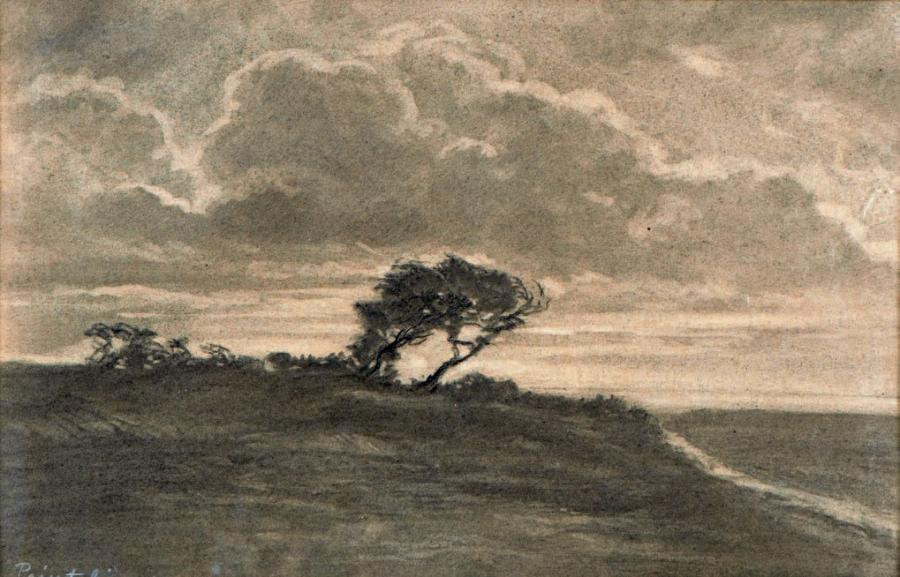
風景画（木炭画:1888）